# موش کورهای زرین‌سبز
موش کورهای زرین‌سبز (نام علمی: Chrysochloris) نام یک سرده از تیره موش کور طلایی است.

## گونه‌ها
- زیرسرده Chrysochloris
  - موش کور طلایی دماغه (Chrysochloris asiatica)
  - موش کور طلایی ویساژی (Chrysochloris visagiei)
- زیرسرده Kilimatalpa
  - موش کور طلایی استولمان (Chrysochloris stuhlmanni)